# Епархия Франки
Епархия Франки (лат. Dioecesis Francopolitana) — епархия Римско-Католической церкви с центром в городе Франка, Бразилия. Епархия Франки входит в митрополию Рибейран-Прету. Кафедральным собором епархии Франки является церковь Непорочного Зачатия Пресвятой Девы Марии.

## История
20 февраля 1971 года Римский папа Павел VI выпустил буллу «Quo aptius», которой учредил епархию Франки, выделив её из арихиепархии Рибейран-Прету.

## Ординарии епархии
- епископ Diógenes da Silva Matthes (11.03.1971 — 29.11.2006);
- епископ Caetano Ferrari (29.11.2006 — 15.04.2009) — назначен епископом Бауру;
- епископ Pedro Luiz Stringhini (30.12.2009 — 19.09.2012);
- епископ Paulo Roberto Beloto (23.10.2013 — по настоящее время).

## Источник
- Annuario Pontificio, Libreria Editrice Vaticana, Città del Vaticano, 2003, ISBN 88-209-7422-3
- Булла Quo aptius  (лат.)